# Fenoarivobe
Fenoarivobe est une commune urbaine malgache située dans partie est de la région de Bongolava. C'est le chef-lieu du district du même nom.